# Francja na Zimowych Igrzyskach Olimpijskich 1998
Reprezentacja Francji na Zimowych Igrzyskach Olimpijskich 1998 w Nagano liczyła 106 zawodników – 75 mężczyzn i 31 kobiet. Francuzi wystartowali w 12 dyscyplinach sportowych (łącznie w 47 konkurencjach) i zdobyli osiem medali – dwa złote, jeden srebrny i pięć brązowych, co pozwoliło na zajęcie trzynastego miejsca w klasyfikacji medalowej tych igrzysk. Był to 18. w historii start reprezentacji Francji na zimowych igrzyskach olimpijskich.
Najmłodszą reprezentantką Francji była łyżwiarka figurowa Sabrina Lefrançois (17 lat 78 dni), a najstarszym Francuzem startującym w igrzyskach był Hervé Balland (34 lata 47 dni).

## Medale
| Medal  | Zawodnicy                                                 | Dyscyplina            | Konkurencja                 |
| ------ | --------------------------------------------------------- | --------------------- | --------------------------- |
| Złoto  | Jean-Luc Crétier                                          | Narciarstwo alpejskie | Zjazd mężczyzn              |
| Złoto  | Karine Ruby                                               | Snowboarding          | Gigant kobiet               |
| Srebro | Sébastien Foucras                                         | Narciarstwo dowolne   | Skoki akrobatyczne mężczyzn |
| Brąz   | Florence Masnada                                          | Narciarstwo alpejskie | Zjazd kobiet                |
| Brąz   | Bruno Mingeon Emanuel Hostache Éric Le Chanony Max Robert | Bobsleje              | Czwórki mężczyzn            |
| Brąz   | Philippe Candeloro                                        | Łyżwiarstwo figurowe  | Soliści                     |
| Brąz   | Marina Anisina Gwendal Peizerat                           | Łyżwiarstwo figurowe  | Pary taneczne               |
| Brąz   | Sylvain Guillaume Nicolas Bal Ludovic Roux Fabrice Guy    | Kombinacja norweska   | Drużynowo                   |

## Biathlon

### Mężczyźni
| Konkurencja | Zawodnik         | Pudła | Czas    | Miejsce |
| ----------- | ---------------- | ----- | ------- | ------- |
| Sprint      | Raphaël Poirée   | DNF   | DNF     | -       |
| Sprint      | Andreas Heymann  | 2     | 33:06,9 | 69.     |
| Sprint      | Julien Robert    | 0     | 32:52,4 | 67.     |
| Sprint      | Thierry Dusserre | 1     | 30:43,6 | 50.     |

| Konkurencja   | Zawodnik         | Czas      | Pudła | Strata    | Miejsce |
| ------------- | ---------------- | --------- | ----- | --------- | ------- |
| Bieg na 20 km | Andreas Heymann  | 58:42,7   | 6     | 1:04:42,6 | 57.     |
| Bieg na 20 km | Thierry Dusserre | 1:01:26,6 | 1     | 1:02:26,6 | 46.     |
| Bieg na 20 km | Julien Robert    | 1:01:01,6 | 1     | 1:02:01,6 | 40.     |
| Bieg na 20 km | Raphaël Poirée   | 58:08,4   | 2     | 1:00:08,4 | 22.     |

#### Sztafeta mężczyzn
| Zawodnicy                                                             | Wyniki | Wyniki    | Wyniki  |
| Zawodnicy                                                             | Pudła  | Czas      | Miejsce |
| --------------------------------------------------------------------- | ------ | --------- | ------- |
| Andreas Heymann Raphaël Poirée Thierry Dusserre Patrice Bailly-Salins | 2      | 1:24:53,0 | 7.      |

### Kobiety
| Konkurencja | Zawodniczka             | Pudła | Czas    | Miejsce |
| ----------- | ----------------------- | ----- | ------- | ------- |
| Sprint      | Anne Briand-Bouthiaux   | 5     | 26:16,1 | 54.     |
| Sprint      | Florence Baverel-Robert | 1     | 25:39,6 | 43.     |
| Sprint      | Corinne Niogret         | 2     | 24:54,7 | 25.     |
| Sprint      | Emmanuelle Claret       | 1     | 24:08,7 | 14.     |

| Konkurencja   | Zawodniczka             | Time      | Pudła | Strata    | Miejsce |
| ------------- | ----------------------- | --------- | ----- | --------- | ------- |
| Bieg na 15 km | Florence Baverel-Robert | 1:05:42,8 | 4     | 1:09:42,8 | 59.     |
| Bieg na 15 km | Christelle Gros         | 59:33,8   | 7     | 1:06:33,8 | 59.     |
| Bieg na 15 km | Anne Briand-Bouthiaux   | 55:13,1   | 3     | 58:13,1   | 20.     |
| Bieg na 15 km | Corinne Niogret         | 56:51,1   | 1     | 57:51,1   | 16.     |

#### Sztafeta
| Zawodniczki                                                               | Wyniki | Wyniki    | Wyniki  |
| Zawodniczki                                                               | Pudła  | Czas      | Miejsce |
| ------------------------------------------------------------------------- | ------ | --------- | ------- |
| Christelle Gros Emmanuelle Claret Florence Baverel-Robert Corinne Niogret | 0      | 1:43:54,6 | 8.      |

## Biegi narciarskie

### Mężczyźni
| Konkurencja             | Zawodnik         | Wynik     | Wynik   |
| Konkurencja             | Zawodnik         | Czas      | Miejsce |
| ----------------------- | ---------------- | --------- | ------- |
| 10 km stylem klasycznym | Philippe Sanchez | 31:03,5   | 59.     |
| 10 km stylem klasycznym | Vincent Vittoz   | 29:03,5   | 24.     |
| 10 km stylem klasycznym | Patrick Remy     | 28:55,2   | 20.     |
| bieg pościgowy          | Patrick Remy     | 43:56,8   | 30.     |
| bieg pościgowy          | Vincent Vittoz   | 42:31,9   | 19.     |
| 30 km stylem klasycznym | Patrick Remy     | DNF       | –       |
| 50 km stylem dowolnym   | Vincent Vittoz   | 2:14:16,2 | 21.     |
| 50 km stylem dowolnym   | Hervé Balland    | 2:11:55,9 | 14.     |

Sztafeta 4 × 10 km
| Zawodnicy                                                  | Wynik     | Wynik   |
| Zawodnicy                                                  | Czas      | Miejsce |
| ---------------------------------------------------------- | --------- | ------- |
| Vincent Vittoz Patrick Remy Hervé Balland Philippe Sanchez | 1:45:00,2 | 13.     |

### Kobiety
| Konkurencja             | Zawodniczka              | Wynik     | Wynik   |
| Konkurencja             | Zawodniczka              | Czas      | Miejsce |
| ----------------------- | ------------------------ | --------- | ------- |
| 5 km stylem klasycznym  | Anne-Laure Condevaux     | 20:21,2   | 64.     |
| 5 km stylem klasycznym  | Karine Philippot         | 19:38,6   | 52.     |
| 5 km stylem klasycznym  | Annick Vaxelaire-Pierrel | 19:33,4   | 49.     |
| 5 km stylem klasycznym  | Sophie Villeneuve        | 19:05,5   | 32.     |
| bieg pościgowy          | Annick Vaxelaire-Pierrel | 32:20,0   | 37.     |
| bieg pościgowy          | Karine Philippot         | 32:00,3   | 33.     |
| bieg pościgowy          | Sophie Villeneuve        | 31:31,5   | 27.     |
| 15 km stylem klasycznym | Annick Vaxelaire-Pierrel | 52:30,1   | 45.     |
| 30 km stylem dowolnym   | Karine Philippot         | 1:29:51,6 | 22.     |
| 30 km stylem dowolnym   | Sophie Villeneuve        | 1:28:57,8 | 17.     |

Sztafeta 4 × 5 km
| Zawodnicy                                                                        | Wynik   | Wynik   |
| Zawodnicy                                                                        | Czas    | Miejsce |
| -------------------------------------------------------------------------------- | ------- | ------- |
| Sophie Villeneuve Annick Vaxelaire-Pierrel Anne-Laure Condevaux Karine Philippot | 58:27,7 | 11.     |

## Bobsleje

### Mężczyźni
| Zawodnicy                      | Konkurencja | Przejazd 1 | Przejazd 1 | Przejazd 2 | Przejazd 2 | Przejazd 3 | Przejazd 3 | Przejazd 4 | Przejazd 4 | Razem   | Razem   |
| Zawodnicy                      | Konkurencja | Czas       | Miejsce    | Czas       | Miejsce    | Czas       | Miejsce    | Czas       | Miejsce    | Czas    | Miejsce |
| ------------------------------ | ----------- | ---------- | ---------- | ---------- | ---------- | ---------- | ---------- | ---------- | ---------- | ------- | ------- |
| Bruno Mingeon Emanuel Hostache | Dwójki      | 54,80      | 6.         | 54,65      | 7.         | 54,55      | 10.        | 54,62      | 10.        | 3:38,62 | 9.      |
| Éric Alard Éric Le Chanony     | Dwójki      | 55,25      | 15.        | 54,75      | 11.        | 54,73      | 13.        | 54,58      | 9.         | 3:39,31 | 13.     |

| Zawodnicy                                                 | Konkurencja | Przejazd 1 | Przejazd 1 | Przejazd 2 | Przejazd 2 | Przejazd 3 | Przejazd 3 | Razem   | Razem   |
| Czas                                                      | Miejsce     | Czas       | Miejsce    | Czas       | Miejsce    | Czas       | Miejsce    | Czas    | Miejsce |
| --------------------------------------------------------- | ----------- | ---------- | ---------- | ---------- | ---------- | ---------- | ---------- | ------- | ------- |
| Bruno Mingeon Emanuel Hostache Éric Le Chanony Max Robert | Czwórki     | 53,13      | 8.         | 53,30      | 3.         | 53,63      | 1.         | 2:40,06 | 3.      |

## Hokej na lodzie

### Mężczyźni
Skład drużyny:
- François Gravel
- Cristobal Huet
- Fabrice Lhenry
- Serge Poudrier
- Denis Perez
- Jean-Philippe Lemoine
- Serge Djelloul
- Karl Dewolf
- Jean-Christophe Filippin
- Gregory Dubois
- Philippe Bozon
- Christian Pouget
- Stéphane Barin
- Bob Ouellet
- Jonathan Zwickel
- Anthony Mortas
- Arnaud Briand
- Richard Aimonetto
- Pierre Allard
- Maurice Rozenthal
- Francois Rozenthal
- Laurent Gras
- Roger Dubé

#### Faza grupowa
| Francja | 0-4 (0-1, 0-1, 0-2) | Białoruś |
| Japonia | 2-5 (2-1, 0-1, 0-3) | Francja  |
| Francja | 0-2 (0-0, 0-1, 0-1) | Niemcy   |

#### Mecz o 11. miejsce
| Francja (11.) | 5-1 (1-0, 0-0, 4-1) | Włochy |

## Kombinacja norweska

### Skocznia normalna + bieg na 15 km
| Zawodnik          | Skoki  | Skoki   | Biegi Czas | Razem Miejsce |
| Zawodnik          | Punkty | Miejsce | Biegi Czas | Razem Miejsce |
| ----------------- | ------ | ------- | ---------- | ------------- |
| Fabrice Guy       | 201,5  | 28.     | 46:43,3    | 29.           |
| Ludovic Roux      | 202,5  | 27.     | 46:52,2    | 31.           |
| Sylvain Guillaume | 212,5  | 16.     | 43:42,5    | 9.            |
| Nicolas Bal       | 218,5  | 11.     | 42:46,8    | 7.            |

### Konkurs drużynowy
| Skład                                                  | Skoki  | Skoki   | Biegi Czas | Razem Miejsce |
| Skład                                                  | Punkty | Miejsce | Biegi Czas | Razem Miejsce |
| ------------------------------------------------------ | ------ | ------- | ---------- | ------------- |
| Sylvain Guillaume Nicolas Bal Ludovic Roux Fabrice Guy | 863,0  | 6.      | 55:53,4    | 3.            |

## Łyżwiarstwo figurowe

### Mężczyźni
| Zawodnik           | TFP | SP | FS | Miejsce |
| ------------------ | --- | -- | -- | ------- |
| Philippe Candeloro | 4,5 | 5  | 2  | 3.      |

### Kobiety
| Zawodniczka       | TFP  | SP | FS | Miejsce |
| ----------------- | ---- | -- | -- | ------- |
| Laetitia Hubert   | 27,0 | 12 | 21 | 20.     |
| Surya Bonaly      | 14,0 | 6  | 11 | 10.     |
| Vanessa Gusmeroli | 10,0 | 8  | 6  | 6.      |

### Pary sportowe
| Para                                | TFP  | SP | FS | Miejsce |
| ----------------------------------- | ---- | -- | -- | ------- |
| Sabrina Lefrançois Nicolas Osseland | 25,5 | 17 | 17 | 17.     |
| Sarah Abitbol Stéphane Bernadis     | 9,5  | 7  | 6  | 6.      |

### Pary taneczne
| Para                               | CD1 | CD2 | OD | FD | TFP  | Miejsce |
| ---------------------------------- | --- | --- | -- | -- | ---- | ------- |
| Dominique Deniaud Martial Jaffredo | 20  | 21  | 21 | 20 | 40,8 | 20.     |
| Sophie Moniotte Pascal Lavanchy    | 10  | 10  | 12 | 11 | 22,2 | 11.     |
| Marina Anisina Gwendal Peizerat    | 3   | 3   | 3  | 4  | 7,0  | 3.      |

## Łyżwiarstwo szybkie

### Mężczyźni
| Konkurencja | Zawodnik      | Wynik   | Wynik   |
| Konkurencja | Zawodnik      | Czas    | Miejsce |
| ----------- | ------------- | ------- | ------- |
| 1500 m      | Cédric Kuentz | 1:54,78 | 37.     |
| 5000 m      | Cédric Kuentz | 6:45,90 | 19.     |

## Narciarstwo alpejskie

### Mężczyźni
| Zawodnik              | Konkurencja   | Przejazd 1 | Przejazd 2 | Razem   | Razem   |
| Zawodnik              | Konkurencja   | Czas       | Czas       | Czas    | Miejsce |
| --------------------- | ------------- | ---------- | ---------- | ------- | ------- |
| Adrien Duvillard      | Zjazd         |            |            | DNF     | –       |
| Nicolas Burtin        | Zjazd         |            |            | DNF     | –       |
| Jean-Luc Crétier      | Zjazd         |            |            | 1:50,11 | 1.      |
| Nicolas Burtin        | Supergigant   |            |            | DSQ     | –       |
| Frédéric Marin-Cudraz | Supergigant   |            |            | DNF     | –       |
| Jean-Luc Crétier      | Supergigant   |            |            | 1:37,95 | 25.     |
| Ian Piccard           | Slalom gigant | 1:22,08    | 1:19,02    | 2:41,10 | 11.     |
| Joël Chenal           | Slalom gigant | 1:22,05    | DSQ        | DSQ     | –       |
| Christophe Saioni     | Slalom gigant | 1:21,84    | 1:19,40    | 2:41,24 | 13.     |
| François Simond       | Slalom        | DNF        | –          | DNF     | –       |
| Sébastien Amiez       | Slalom        | 56,96      | 55,23      | 1:52,19 | 14.     |
| Joël Chenal           | Slalom        | 56,68      | 54,83      | 1:51,51 | 8.      |
| Pierrick Bouregeat    | Slalom        | 56,28      | 55,54      | 1:51,82 | 10.     |

### Kobiety
| Zawodniczka             | Konkurencja   | Przejazd 1 | Przejazd 2 | Razem   | Razem   |
| Zawodniczka             | Konkurencja   | Czas       | Czas       | Czas    | Miejsce |
| ----------------------- | ------------- | ---------- | ---------- | ------- | ------- |
| Carole Montillet-Carles | Zjazd         |            |            | 1:30,65 | 14.     |
| Régine Cavagnoud        | Zjazd         |            |            | 1:29,72 | 7.      |
| Mélanie Suchet          | Zjazd         |            |            | 1:29,48 | 4.      |
| Florence Masnada        | Zjazd         |            |            | 1:29,37 | 3.      |
| Florence Masnada        | Supergigant   |            |            | 1:19,03 | 18.     |
| Régine Cavagnoud        | Supergigant   |            |            | 1:18,91 | 16.     |
| Carole Montillet-Carles | Supergigant   |            |            | 1:18,88 | 14.     |
| Mélanie Suchet          | Supergigant   |            |            | 1:18,51 | 8.      |
| Leila Piccard           | Slalom gigant | DNF        | –          | DNF     | –       |
| Sophie Lefranc          | Slalom gigant | 1:19,88    | 1:33,39    | 2:53,27 | 5.      |
| Patricia Chauvet-Blanc  | Slalom        | DNF        | –          | DNF     | –       |
| Laure Péquegnot         | Slalom        | DNF        | –          | DNF     | –       |
| Leila Piccard           | Slalom        | 46,25      | DNF        | DNF     | –       |

Kombinacja
| Zawodniczka      | Zjazd   | Slalom | Slalom | Razem   | Razem   |
| Zawodniczka      | Czas    | Czas 1 | Czas 2 | Razem   | Miejsce |
| ---------------- | ------- | ------ | ------ | ------- | ------- |
| Florence Masnada | 1:29,87 | 37,21  | 35,76  | 2:42,84 | 6.      |

## Narciarstwo dowolne

### Mężczyźni
| Zawodnik                 | Konkurencja        | Kwalifikacje | Kwalifikacje | Kwalifikacje | Finał | Finał  | Finał   |
| Zawodnik                 | Konkurencja        | Czas         | Punkty       | Miejsce      | Czas  | Punkty | Miejsce |
| ------------------------ | ------------------ | ------------ | ------------ | ------------ | ----- | ------ | ------- |
| Olivier Cotte            | Jazda po muldach   | 28,66        | 23,46        | 20.          | nq    | nq     | nq      |
| Julien Regnier-Lafforgue | Jazda po muldach   | 28,20        | 24,20        | 12. Q        | 25,93 | 24,64  | 11.     |
| Fabrice Ougier           | Jazda po muldach   | 27,72        | 24,26        | 11. Q        | 25,88 | 24,22  | 12.     |
| Thony Hemery             | Jazda po muldach   | 26,18        | 25,06        | 6. Q         | DNF   | DNF    | –       |
| Jean-Damien Climonet     | Skoki akrobatyczne |              | 186,81       | 16.          | nq    | nq     | nq      |
| Sébastien Foucras        | Skoki akrobatyczne |              | 200,27       | 12. Q        |       | 248,79 | 2.      |

### Kobiety
| Zawodnik     | Konkurencja      | Kwalifikacje | Kwalifikacje | Kwalifikacje | Finał | Finał  | Finał   |
| Zawodnik     | Konkurencja      | Czas         | Punkty       | Miejsce      | Czas  | Punkty | Miejsce |
| ------------ | ---------------- | ------------ | ------------ | ------------ | ----- | ------ | ------- |
| Candice Gilg | Jazda po muldach | DNF          | –            | –            | –     | DNF    | –       |

## Short track

### Mężczyźni
| Zawodnik        | Konkurencja | Runda 1  | Runda 1 | 1/4 finału | 1/4 finału | Półfinał | Półfinał | Finał | Finał   |
| Zawodnik        | Konkurencja | Czas     | Miejsce | Czas       | Miejsce    | Czas     | Miejsce  | Czas  | Miejsce |
| --------------- | ----------- | -------- | ------- | ---------- | ---------- | -------- | -------- | ----- | ------- |
| Ludovic Mathieu | 500 m       | 43,767   | 4.      | nq         | nq         | nq       | nq       | nq    | nq      |
| Bruno Loscos    | 500 m       | 43,725   | 3.      | nq         | nq         | nq       | nq       | nq    | nq      |
| Ludovic Mathieu | 1000 m      | 1:36,076 | 4.      | nq         | nq         | nq       | nq       | nq    | nq      |
| Bruno Loscos    | 1000 m      | 1:30,805 | 3.      | nq         | nq         | nq       | nq       | nq    | nq      |

## Skoki narciarskie

### Indywidualnie
| Zawodnik       | Skocznia | 1. seria  | 1. seria | 1. seria | 2. seria  | 2. seria | Razem  | Razem   |
| Zawodnik       | Skocznia | Odległość | Punkty   | Miejsce  | Odległość | Punkty   | Punkty | Miejsce |
| -------------- | -------- | --------- | -------- | -------- | --------- | -------- | ------ | ------- |
| Jérôme Gay     | Normalna | 74,0      | 82,0     | 37.      | nq        | nq       | nq     | nq      |
| Nicolas Dessum | 83,0     | 101,5     | 15. Q    | 82,5     | 100,5     | 202,0    | 16.    |         |
| Jérôme Gay     | Duża     | 115,5     | 107,9    | 17. Q    | 118,0     | 111,4    | 219,3  | 21.     |
| Nicolas Dessum | Duża     | 118,5     | 113,3    | 10. Q    | 119,0     | 115,2    | 228,5  | 16.     |

## Snowboarding

### Mężczyźni

#### Slalom gigant
| Zawodnik          | Przejazd 1 | Przejazd 2 | Razem   | Razem   |
| Zawodnik          | Czas       | Czas       | Czas    | Miejsce |
| ----------------- | ---------- | ---------- | ------- | ------- |
| Maxence Idesheim  | 1:00,75    | 1:04,77    | 2:05,52 | 8.      |
| Mathieu Bozzetto  | 59,83      | 1:04,74    | 2:04,57 | 5.      |
| Nicolas Conte     | 59,69      | DNF        | DNF     | –       |
| Christophe Ségura | 59,59      | 1:09,27    | 2:08,86 | 12.     |

#### Halfpipe
| Zawodnik                | Kwalifikacje 1 | Kwalifikacje 1 | Kwalifikacje 2 | Kwalifikacje 2 | Finał  | Finał   |
| Zawodnik                | Punkty         | Miejsce        | Punkty         | Miejsce        | Punkty | Miejsce |
| ----------------------- | -------------- | -------------- | -------------- | -------------- | ------ | ------- |
| Jean Baptiste Charlet   | 31,3           | 29.            | 39,6           | 5. Q           | 73,4   | 12.     |
| Tony Vannucci Roos      | 36,2           | 14.            | 35,8           | 17.            | nq     | nq      |
| Jonathan Collomb-Patton | 38,2           | 8. Q           |                |                | 75,5   | 10.     |
| Guillaume Chastagnol    | 40,2           | 2. Q           |                |                | 78,3   | 5.      |

### Kobiety

#### Slalom gigant
| Zawodniczka       | Przejazd 1 | Przejazd 2 | Razem   | Razem   |
| Zawodniczka       | Czas       | Czas       | Czas    | Miejsce |
| ----------------- | ---------- | ---------- | ------- | ------- |
| Nathalie Desmares | 1:21,43    | 1:08,42    | 2:29,85 | 17.     |
| Charlotte Bernard | 1:14,43    | 1:14,30    | 2:28,73 | 16.     |
| Isabelle Blanc    | 1:11,28    | DSQ        | DSQ     | –       |
| Karine Ruby       | 1:09,33    | 1:08,01    | 2:17,34 | 1.      |

#### Halfpipe
| Zawodniczka   | Kwalifikacje 1 | Kwalifikacje 1 | Kwalifikacje 2 | Kwalifikacje 2 | Finał  | Finał   |
| Zawodniczka   | Punkty         | Miejsce        | Punkty         | Miejsce        | Punkty | Miejsce |
| ------------- | -------------- | -------------- | -------------- | -------------- | ------ | ------- |
| Doriane Vidal | 27,2           | 17.            | 32,1           | 8.             | nq     | nq      |